# Kastre (plaats)
Kastre (Duits: Kaster) is een plaats in de Estlandse gemeente Kastre, provincie Tartumaa. De plaats heeft de status van dorp (Estisch: küla) en telt 39 inwoners (2021).
Het dorp behoorde tot in oktober 2017 tot de gemeente Mäksa. In die maand ging Mäksa op in de nieuwe fusiegemeente Kastre.
Kastre ligt aan de rivier Emajõgi, ca. 6 km stroomafwaarts van Vana-Kastre. De rivierdelta ten oosten van Kastre, waar de rivier uitmondt in het Peipusmeer, is een moerasgebied, dat een beschermde status heeft (het Emajõe-Suursoo maastikukaitseala).

## Geschiedenis
In de 14e eeuw bouwde het prinsbisdom Dorpat bij Kastre een burcht aan de rivier, Burg Warbeck. De burcht, die in 1392 voor het eerst werd genoemd, diende niet alleen ter bescherming, maar ook als tolhuis. In 1558, tijdens de Lijflandse Oorlog, viel de burcht in handen van Rusland. In 1582 moest Rusland de burcht overdragen aan de Polen.
In de Russisch-Zweedse Oorlog viel de burcht weer tijdelijk in Russische handen. Daarna werd het kasteel verwaarloosd. Op het eind van de 18e eeuw werd op de ruïnes een herberg met de naam Kantsi kõrts gebouwd. Op de ruïnes van de herberg, die op haar beurt ook in verval raakte, is in 2004 een informatiecentrum gebouwd voor het moerasgebied, dat aan de overkant van de rivier ligt, het Emajõe Suursoo Looduskaitseala keskus. De noordoever van de Emajõgi, waar het centrum ligt, hoort bij de gemeente Luunja.
In 1582 werd melding gemaakt van een landgoed bij Kastre, het Hof Werbik. De Esten noemden het landgoed Kastre, misschien naar костеръ (‘koster’), een oud-Russisch woord voor ‘toren’, of ook wel Uue-Kastre (Nieuw-Kastre, ter onderscheid van Oud-Kastre of Vana-Kastre). Het landgoed was achtereenvolgens in het bezit van de Zweedse familie Oxenstierna en de Baltisch-Duitse families von Schwengeln en von Essen. Het landhuis, gebouwd in de 19e eeuw, is bewaard gebleven en is nu in gebruik als verpleegtehuis. Van de bijgebouwen staat de droogschuur er nog.
Op 14 mei 1704, tijdens de Grote Noordse Oorlog, vond de Slag bij Kastre plaats, waarin de Russen de Zweedse vloot versloegen. Het was een van de vele nederlagen van de Zweden in deze oorlog, die uiteindelijk leidde tot de verovering van het Balticum door Rusland.
In de jaren twintig van de 20e eeuw is voor het eerst sprake van een nederzetting op het gebied van het voormalige landgoed. In 1977 kreeg Kastre officieel de status van dorp.

## Foto's

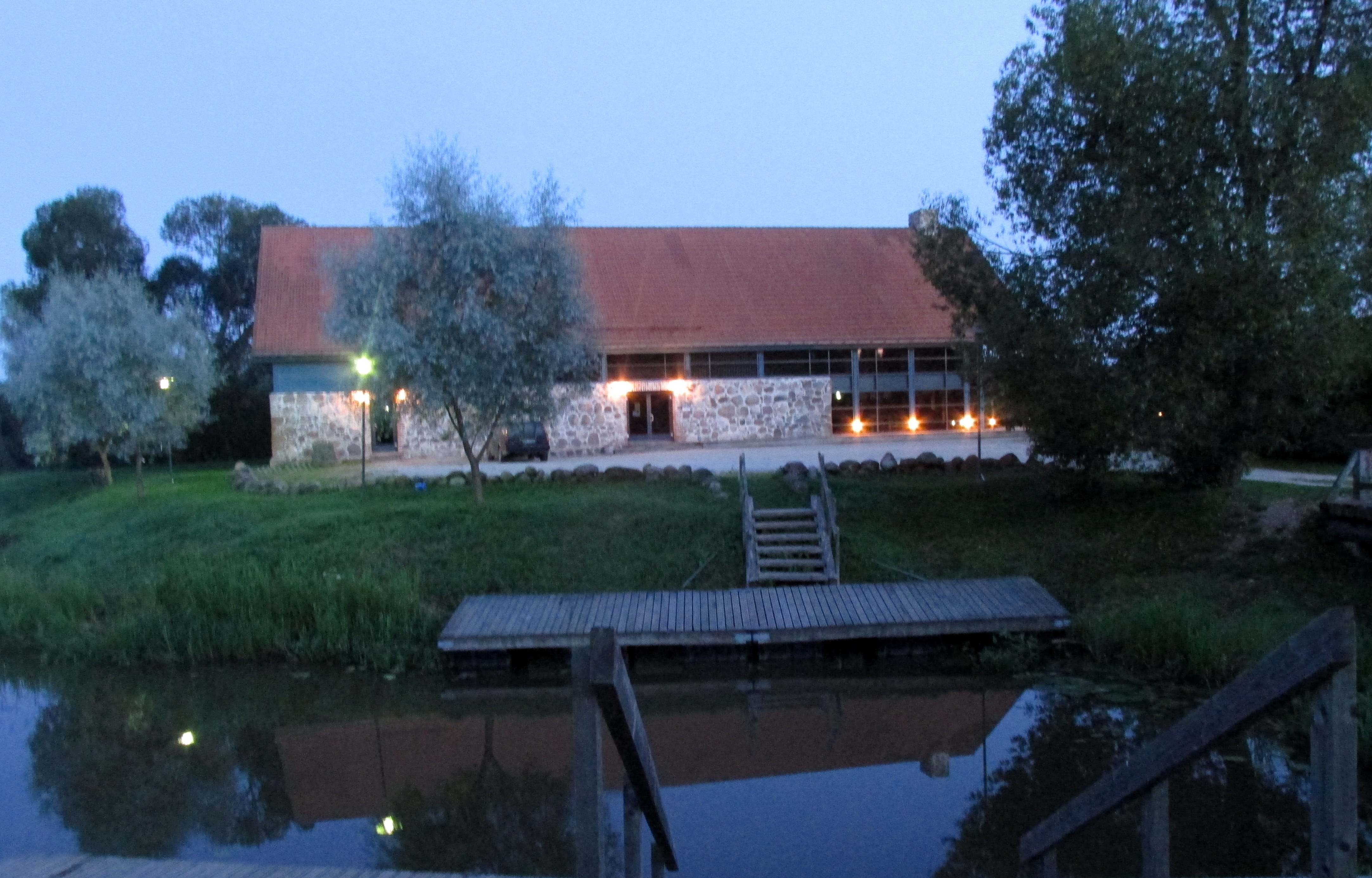
Het informatiecentrum voor het natuurgebied bij Kastre, gebouwd op de ruïnes van de burcht
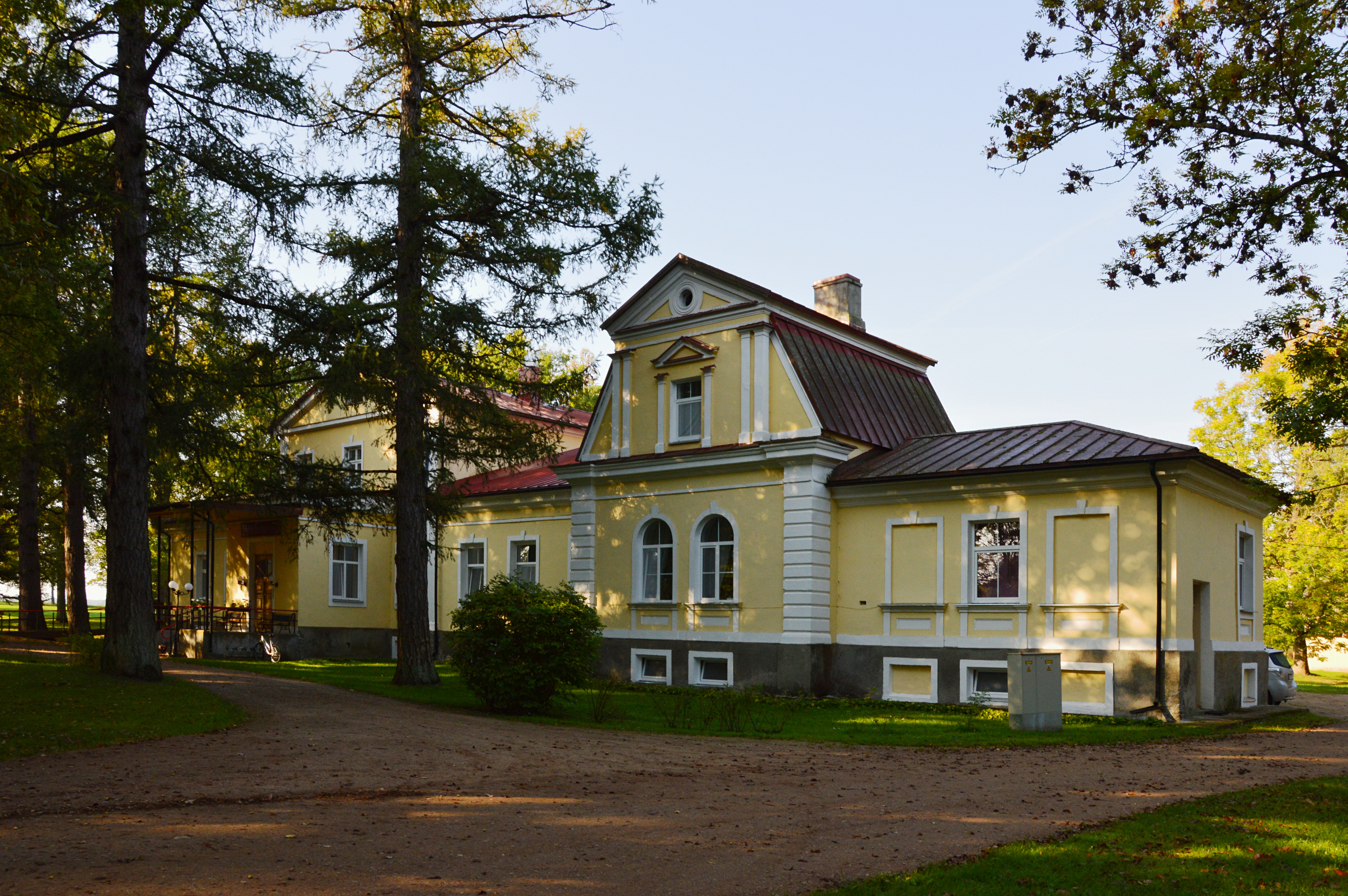
Het landhuis van Kastre
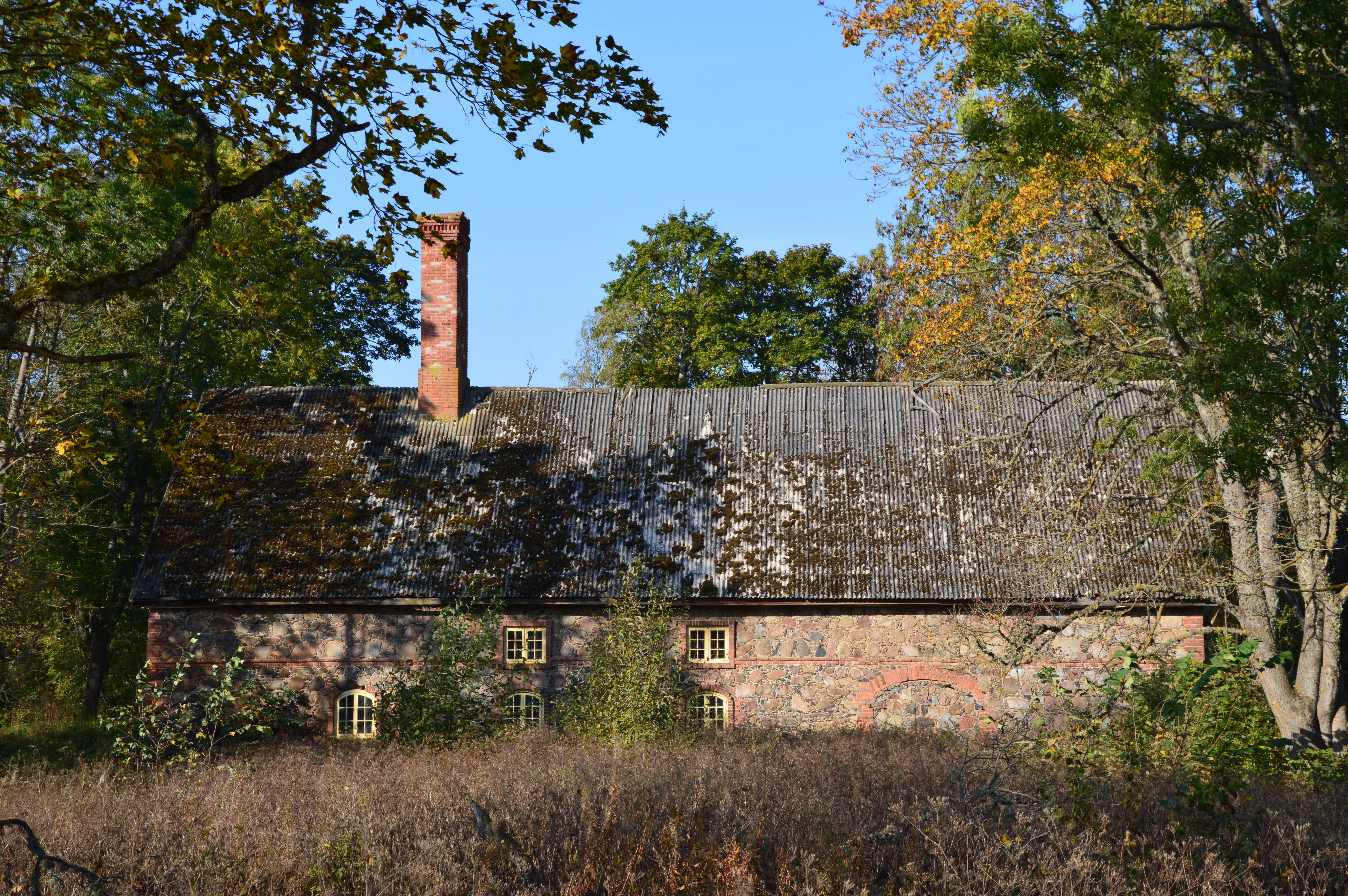
De droogschuur
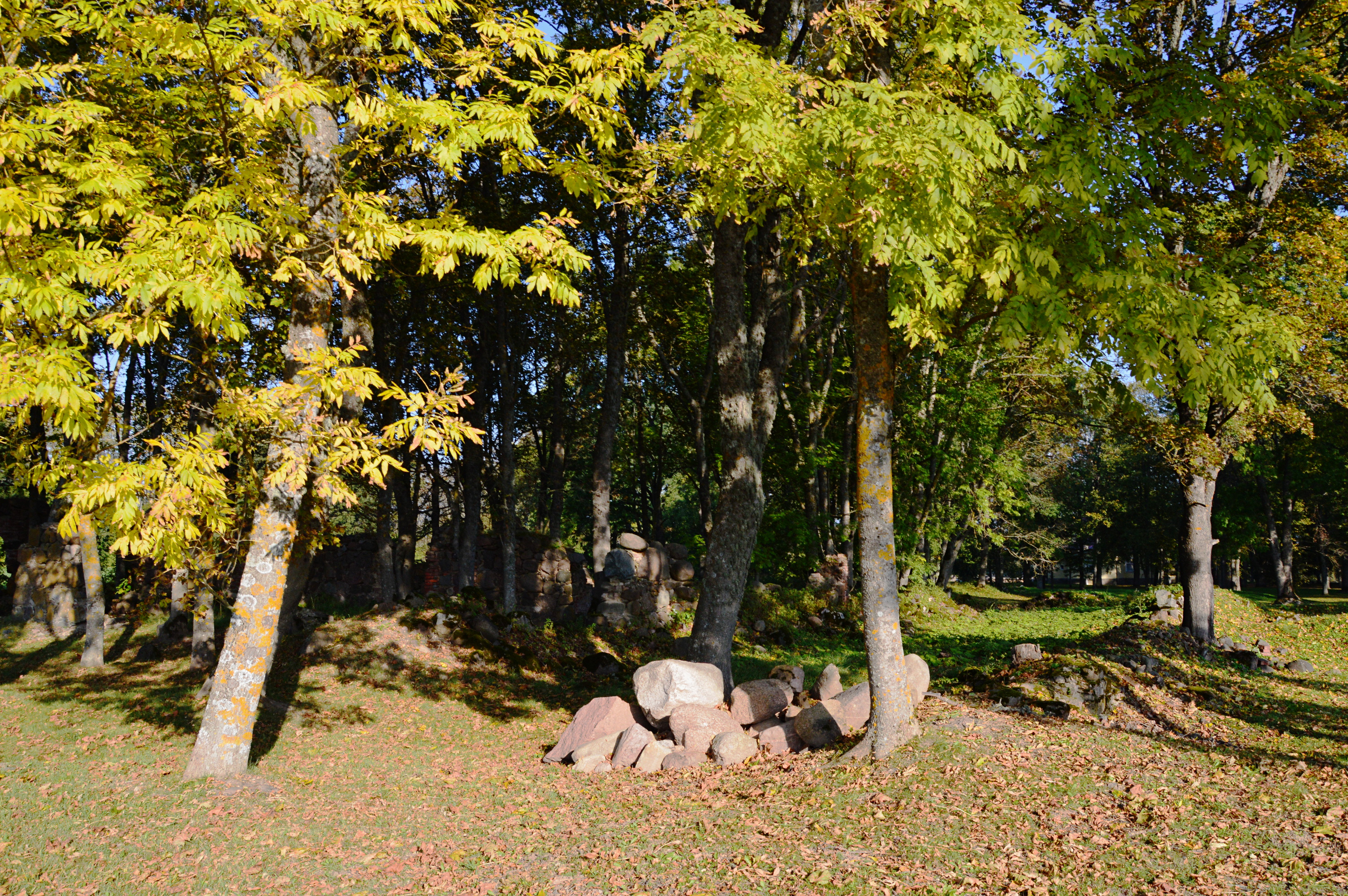
Het park bij het landhuis
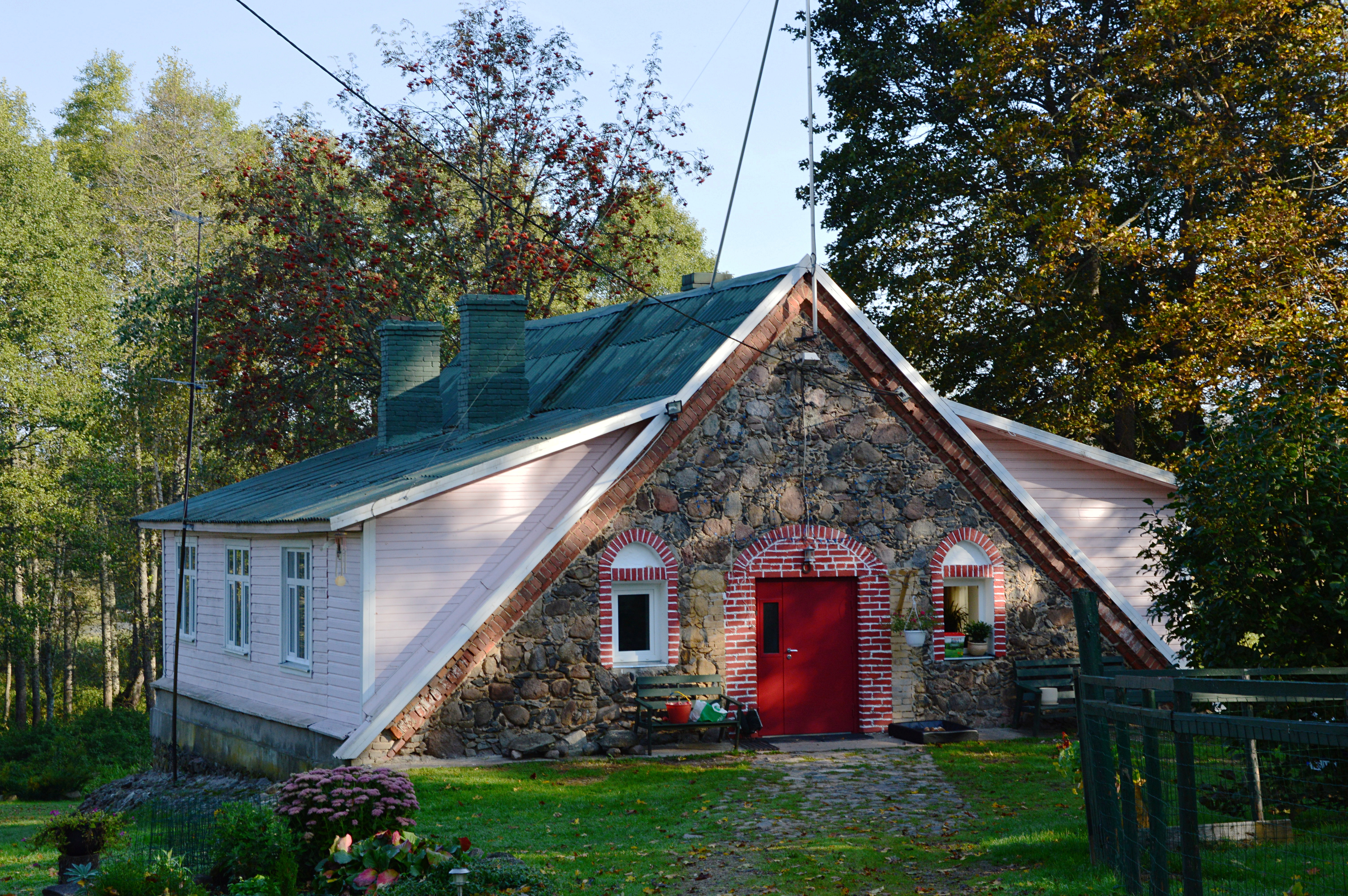
Huis in Kastre
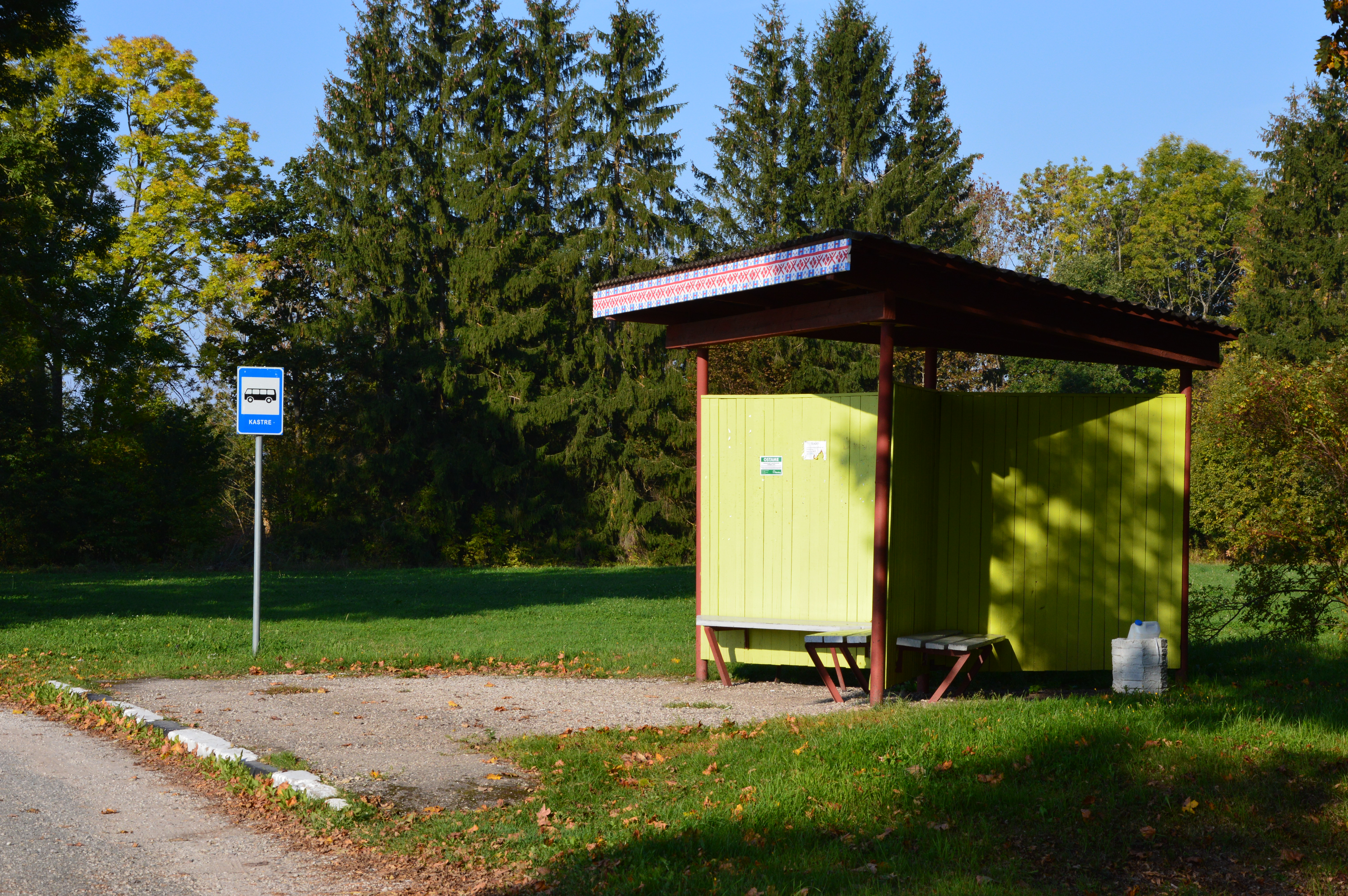
Bushalte